# Ihr Kinderlein, kommet
"Ihr Kinderlein, kommet" er en tysk julesang.
Sangteksten er skrevet af Christoph von Schmid i 1798. Hans digt "Die Kinder bei der Krippe" havde først otte vers og blev udgivet i 1818. Han tog den i 1818 med i samlingen Blüten dem blühenden Alter gewidmet. Sammen med andra digte blev den tonesat i 1837 af Franz Xaver Luft.
Den musik der i dag benyttes blev skrevet af Johann Abraham Peter Schulz i 1790 som en sekulær sang, "Wie reizend, wie wonnig" omkring 1832. Denne melodi blev udgivet sammen med Schmids digt af Friedrich Heinrich Eickhoff (1807–1886).
| Musik | Spire Denne musikartikel er en spire som bør udbygges. Du er velkommen til at hjælpe Wikipedia ved at udvide den. |